# Нью-Йоркский женский симфонический оркестр
Нью-Йоркский женский симфонический оркестр (англ. New York Women's Symphony Orchestra) — музыкальный коллектив, действовавший в Нью-Йорке в 1935—1939 гг. под руководством Антонии Брико.
Вернувшись в США после получения дирижёрского образования и дирижёрского дебюта в Берлине, Брико на протяжении 1934 года убедила ряд заметных музыкальных и общественных деятелей (в числе которых были Элеонора Рузвельт, мэр Нью-Йорка Фиорелло Ла Гардия, дирижёр Бруно Вальтер и учитель Брико Зыгмунт Стоёвский) поддержать такой экстравагантный проект, как полностью состоящий из женщин оркестр. Набранный состав включал около 80 музыкантов, из которых наибольшей известностью в дальнейшем пользовалась гобоистка Лоис Уонн; Брико выделяла также концертмейстера Эльфриду Местечкин, тромбонистку Бетти Барри, литавристку Мюриэл Уотсон.
Каждый сезон оркестр давал четыре концерта в Карнеги-холле, завершая сезон наиболее масштабными сочинениями (в том числе Реквиемом Джузеппе Верди). В программе оркестра находилось место и музыке американских авторов — в частности, оркестр исполнил (1936) премьеру сочинения Элинор Ремик Уоррен «Вязавшая на арфе» (по стихотворению Эдны Сент-Винсент Миллей).
В 1938 году Брико объявила о том, что задача — доказать, что женщины могут формировать оркестр, не уступающий по уровню коллективам музыкантов-мужчин, — выполнена, и преобразовала оркестр в Симфонический оркестр Брико, куда начала принимать и музыкантов-мужчин. В результате, однако, оркестр потерял привлекательность в глазах спонсоров и в 1939 году был распущен.